# Stijl (bouw)

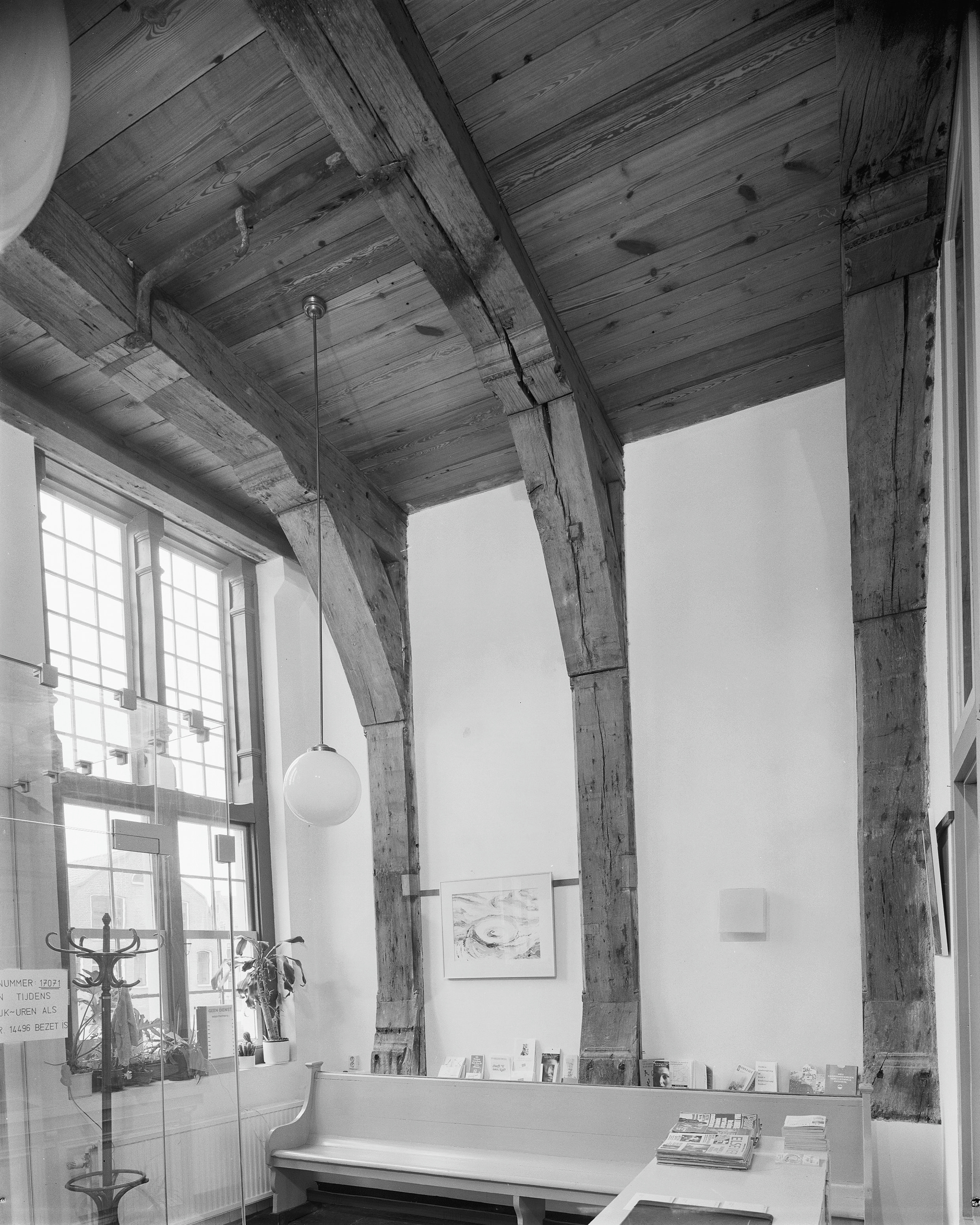
Stijlen op de begane grond van Korenmarkt 8 in Hoorn staan op een voet

Kozijn met:
1=zijstijl, 2=tussenstijl, 3=bovendorpel, 4=kalf of tussendorpel, 5=onderdorpel, A=bovenlicht met uitzetraam, B=deur, C=bovenlicht met vast glas, D=vast glas, E=paneel

Een stijl of staander is in de bouwkunde het verticale deel van een geraamte.

## In een gebint
Een houten stijl is het belangrijkste element van een gebintconstructie. Bij het meest gangbare dwarsgebint vormen de stijlen telkens een paar, dat door een dekbalk of ankerbalk wordt verbonden. In de archeologie en de geschiedenis van de bouwkunde heeft men veel aandacht besteedt aan de overgang van ingegraven stijlen of posten naar meer duurzame bouwmethoden, waarbij de stijlen op stenen poeren worden geplaatst.

## In een kozijn
Een kozijn heeft een linker- en rechterstijl, maar kan ook één of meer midden- of tussenstijlen hebben. De linker- en rechterstijl sluiten aan de buitenkant op het gebouw aan en bieden aan de binnenkant de mogelijkheid voor het plaatsen van glas, een deur of raam in een sponning.
Bij een deur wordt de stijl ook wel deurpost of kortweg post genoemd. De horizontale delen van een kozijn heten dorpels.